# 劍璽

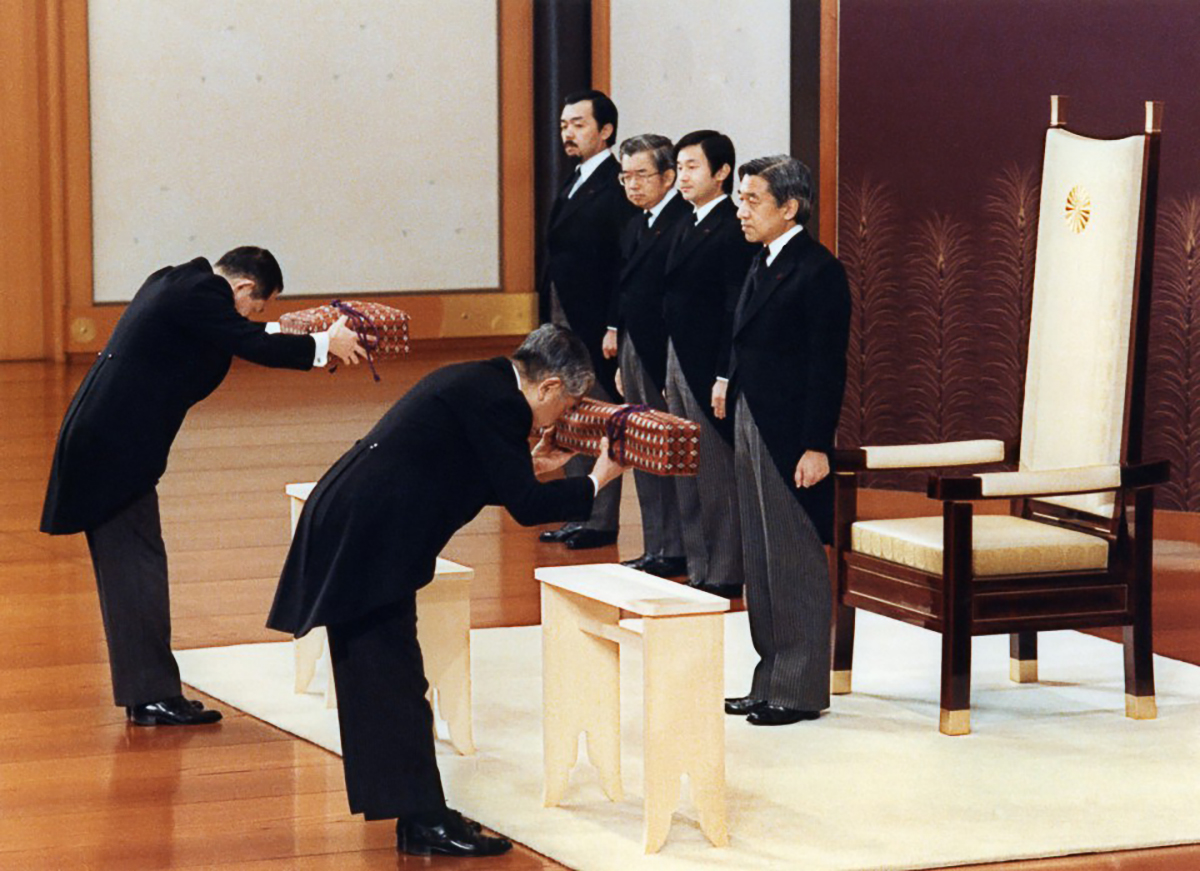

劍璽（日语：／ Kenji），日本神話三神器中天叢雲劍與八尺瓊勾玉二者的合稱；劍是指天叢雲劍，璽則是將八尺瓊勾玉當成神璽。由日本天皇持有，作為其天命的象徵。在天皇皇居旁設有「劍璽之間」，用來安置這兩項神器；自從天叢雲劍移到熱田神宮後，將作為其形代的複製品置於皇居內。在新任天皇即位時，移交給下任天皇保管。

## 概論
根據《日本書紀》，690年持統天皇時代首次有劍璽的記載。
在日本歷史上，直到第二次世界大戰結束之前，日本天皇只要離開皇居一日以上，其侍從就會以劍璽相隨，稱為「劍璽動座」。二戰後駐日盟軍總司令（GHQ）否定皇位神聖而中止。
直到1974年，昭和天皇前往前一年進行第60回式年遷宮之後的伊勢神宮參拜時恢復「劍璽動座」的傳統，由宮內廳人員手捧據稱箱內裝有劍璽的兩只箱子隨行。2014年3月25日，天皇明仁夫婦搭乘新幹線前往前一年進行第61回式年遷宮之後的伊勢神宮參拜，同樣有「劍璽動座」。